# 벨베데레 요새

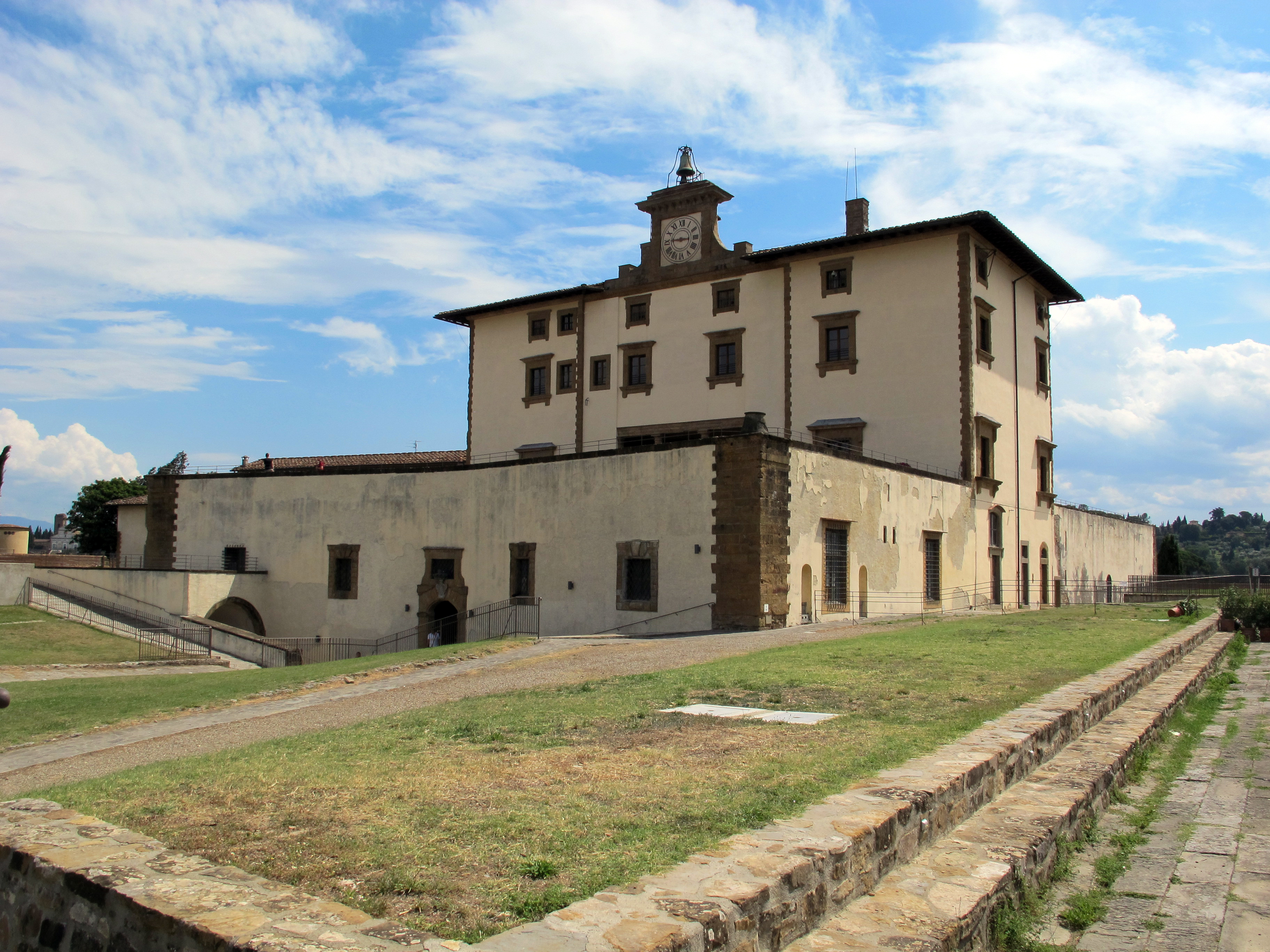
벨베데레 요새

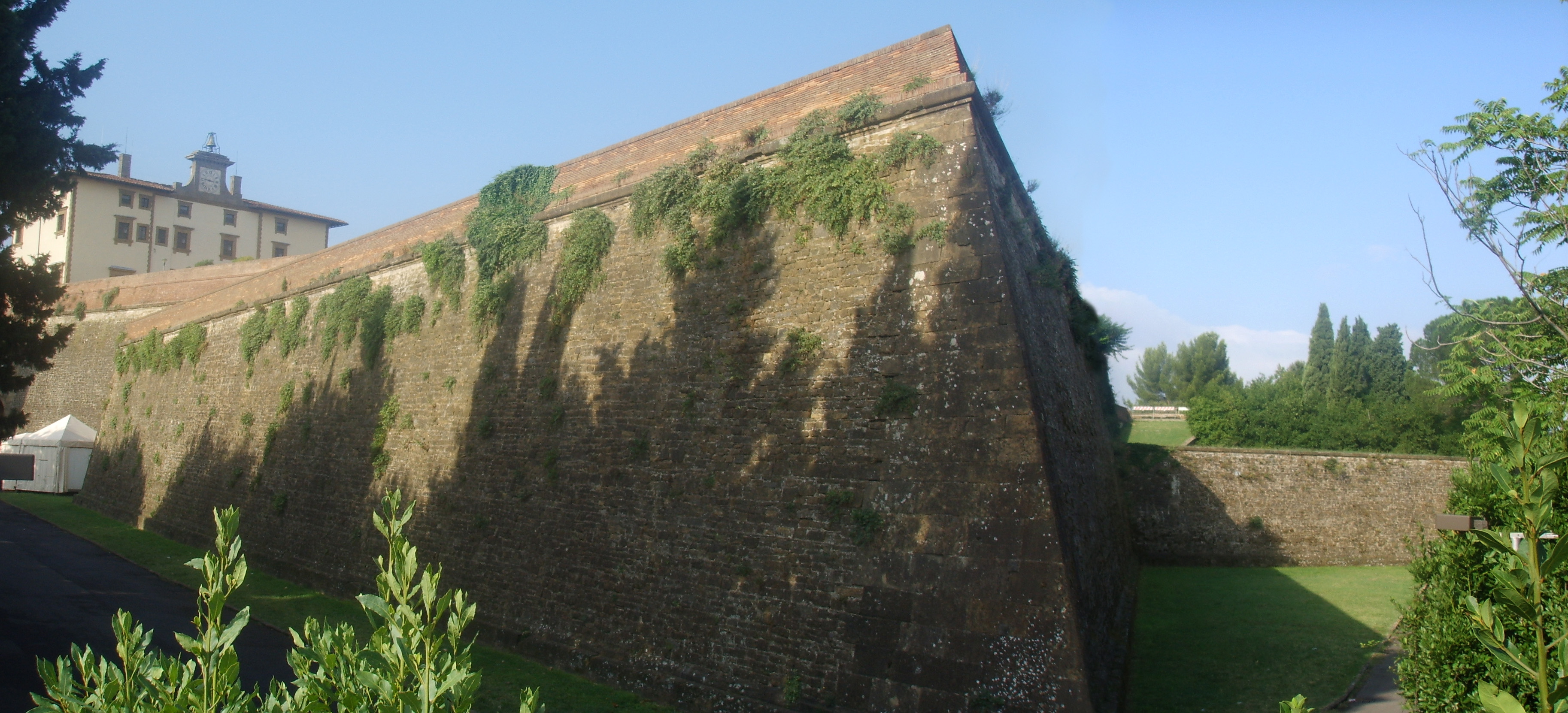
성채

벨베데레 요새 (Forte di Belvedere) 또는 산 조르조 델 벨베데레의 산타 마리아 요새 (Fortezza di Santa Maria in San Giorgio del Belvedere, 흔히 줄여 벨베데레)는 이탈리아 피렌체의 요새이다.

## 역사
벨베데레 요새는 이탈리아 피렌체에 지어진 두 번째 요새로 규모는 가장 크다.
1590년부터 1595년까지 5년 기간에 걸쳐 페르디난도 1세 데 메디치의 명령을 받아 베르나르도 부온탈렌티가 설계하여 건설하였다.
벨베데레의 요새 시설은 16세기에서 뛰어난 것이었으며 피렌체의 부와 역량을 나타내는 것이었다.
아르노강의 남쪽 구릉 지대이자 보볼리 정원에서 가장 높은 언덕에 위치해 있는데, 이 지점은 도시의 방어에서 가장 취약하다고 오랜 기간 여겨진 곳이었으며, 이러한 인식은 근대 초기에 대포가 발명되면서 더욱 강화되었다. 군사적 관점에서 보았을 때, 이곳의 요새는 거의 도시 전체와 그 주변을 내려다 볼 수 있는, 매우 전략적 지점에 위치했다. 르네상스 시기 전쟁의 성격으로 인하여, 요새들은 도시 방어 전략에서 가장 중요한 요소이었다.
요새는 몇 가지 목적을 띠고 있었고 가장 중요한 것은 피렌체가 공격 받을 시에 정부 수반과 메디치 가문을 보호하는 것이었다. 또한 피티궁과 올트라르노 구역, 도시의 남쪽을 보호하기 위해 설계되었다. 이 외에도, 완공 후 100년 넘게 군대의 주둔지로 사용되었다.
갈릴레오 갈릴레이는 포르테 벨베데레를 천문 관측 용도로 사용하였고 1633년에 종신형을 선고받은 뒤로 그는 요새에서 멀지 않은 아르체트리 별장 (Villa Arcetri)에서 거주했다.

## 건축
요새의 설계는 이탈리아 르네상스 및 군사 건축술 둘 다를 반영하고 있다.
부온탈렌티가 적용했단 당대 요새 건축 원칙들이 설계 곳곳에 나타나 있다. 성곽은 모든 벽이 다른 벽에서 보여질 수 있도록 각도를 이루어 건축되었으며, 이를 통해 교차 사격이 가능하여 서로를 방어할 수 있도록 설계되었다.
요새는 바사리 회랑을 통해 베키오궁과 연결되어 있었다. 또한 피티궁과 연결되는 통로와 보볼리 정원을 통해 이어지는 길들이 있었다.
베키오 궁전에서 나타나 있는 프레스코는 흙과 돌망태로 지어진, 초기 형태의 요새를 보여주고 있다.
요새의 설계는 메디치 가문의 권력과 명성을 나타내었다.
요새의 중심부인 벨베데레 광장에 위치한 화려한 저택은 요새보다 이전의 것이며 1570년경 바르톨로메오 암만나티가 설계하였다. 요새의 부수적 목적이 사회적 소요 사태가 일어나거나 및 전염병이 창궐하면 대공이 체류하는 것이기에, 안락하고 화려한 궁전으로 지어졌다. 군사적 목적에만 한정된 것이 아니라, 건물 내부의 우물 바닥에 메디치 가문의 보물을 보관하였다.

## 현시대 사용
오늘날 벨베데레 요새는 기념물적, 역사적, 예술적, 환경적 초점을 이루고 있으며, 방문객들에게 피렌체의 탁 트인 전망과 함께, 르네상스 건축과 군사 활동에 대한 통찰을 제공한다.
안정성 개성을 위한 5년간의 보수를 거친 뒤, 2013년 7월 개방하였다.
주로 관광 명소 및 전시장으로 활용되며, 연중 내내 고급 행사 및 예술 전시회를 개최한다.
2014년 5월 24일, 셀럽 부부인 킴 카다시안과 칸예 웨스트는 호화스러운 결혼식을 위해 벨베데레 요새를 빌리는 데 €300,000을 지불했다.